# 朱丽叶·雷卡米耶
让娜·弗朗索瓦丝·朱莉·阿德莱德·雷卡米耶（法語：Jeanne-Françoise Julie Adélaïde Récamier，法語發音：[ʒan fʁɑ̃swaz ʒyli adela.id ʁekamje]；1777年12月3日—1849年5月11日），常称朱丽叶·雷卡米耶（Madame Récamier）或雷卡米耶夫人（Madame Récamier；又译雷加米埃夫人），法国社交名媛，是继若弗兰夫人传统沙龙模式的又一位法国著名沙龙主办人，托克维尔就曾是她沙龙里的座上宾。她的一生经历了法国大革命，目睹了法兰西第一共和国、法兰西第一帝国的兴起和覆灭，又亲历了波旁王朝的复辟和七月王朝的建立，最后在法兰西第二共和国建立的第二年死去。

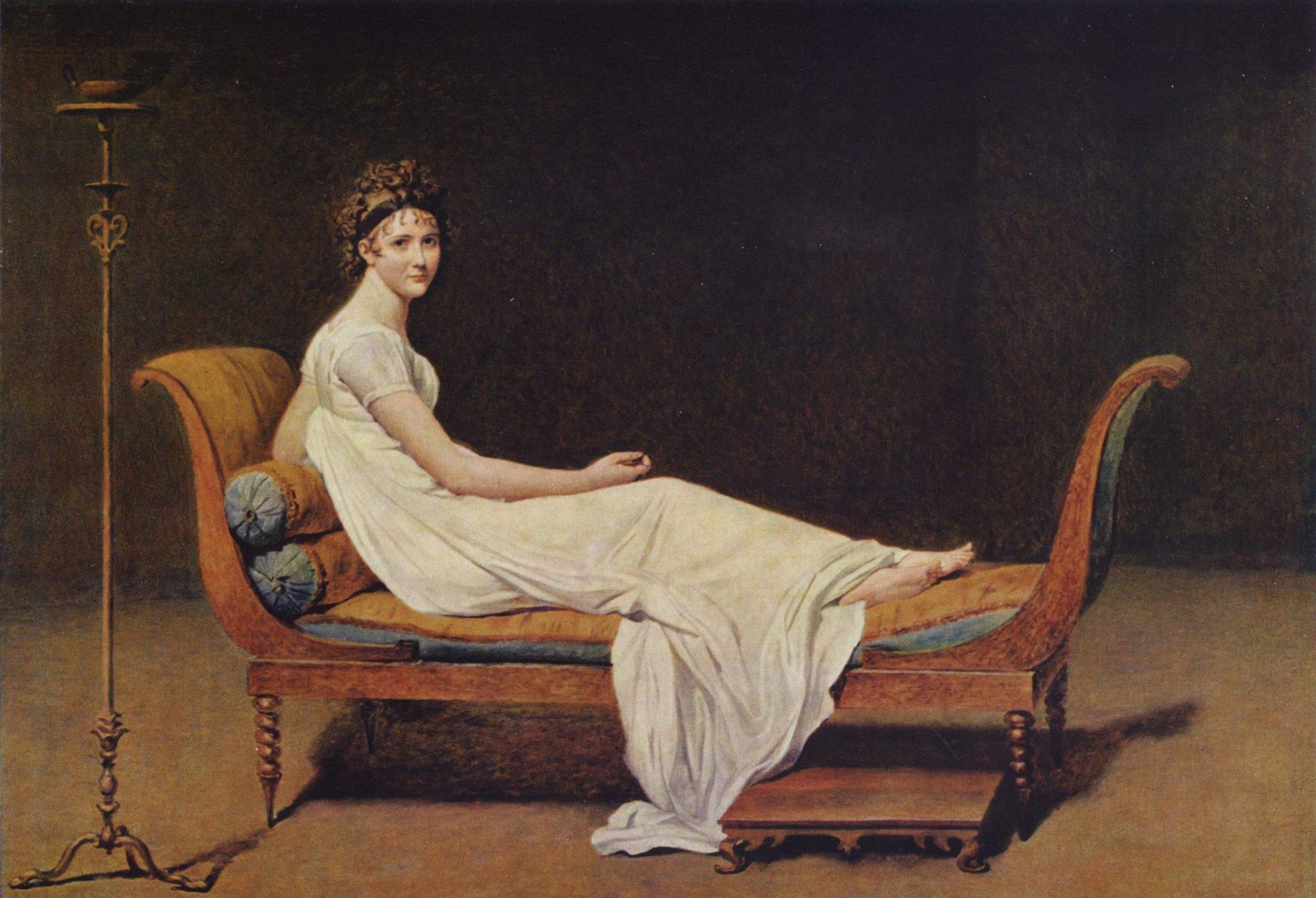
《雷卡米耶夫人像》，雅克-路易·大卫1800年创作，藏于卢浮宫

从1819年到1849年去世，朱丽叶·雷卡米耶在巴黎第七区塞夫勒路16号的原林间修院（abbaye-aux-Bois）居住了30年。在这里，她和弗朗索瓦-勒内·德·夏多布里昂开办沙龙，成为欧洲文学界最大的沙龙之一。许多年轻一辈的作家都前来这里，包括阿方斯·德·拉马丁、沙尔-奥古斯丁·圣伯夫和奥诺雷·德·巴尔扎克。

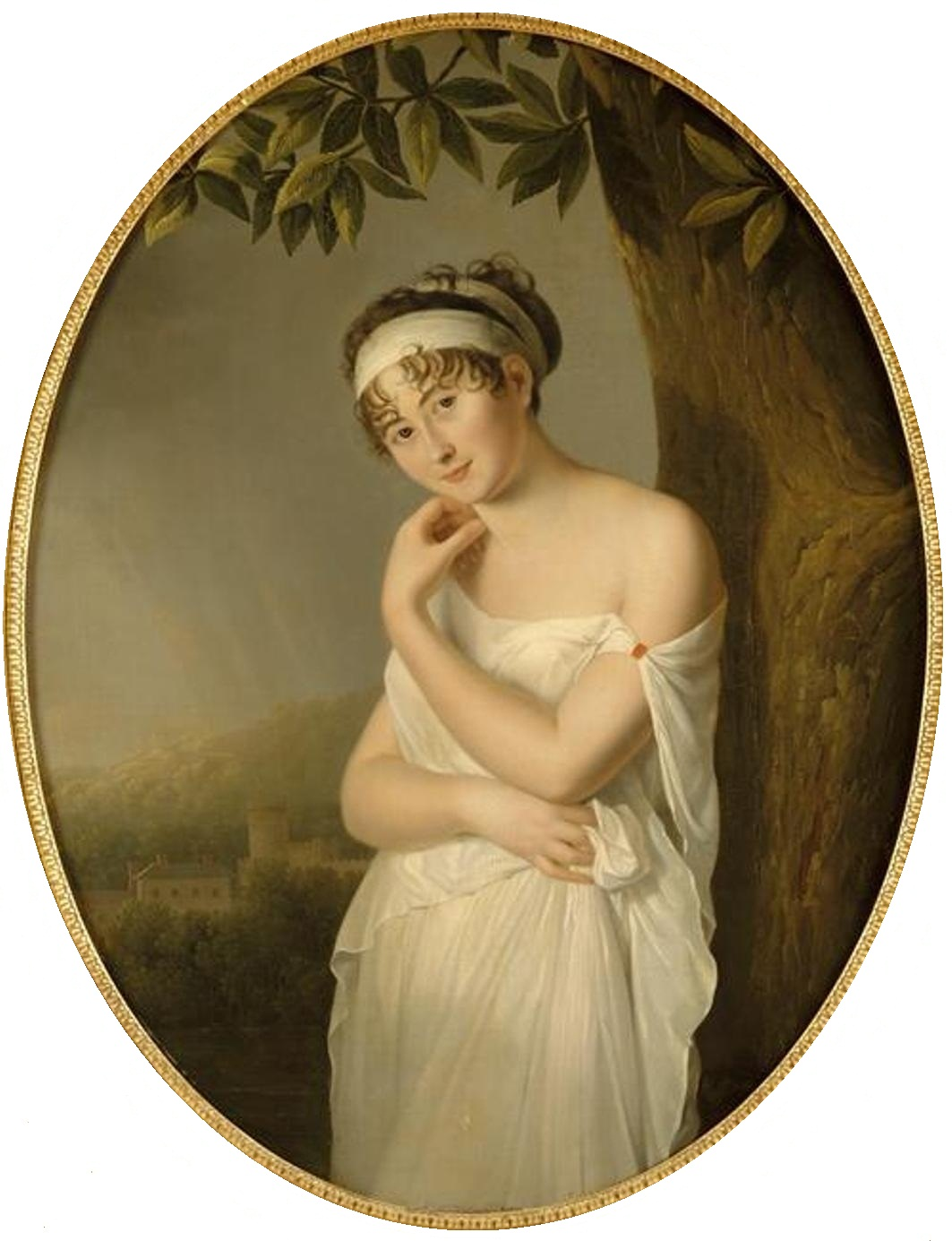
雷卡米耶夫人像，1798， Eulalie Morin (1765-1837), 凡尔赛法国历史博物馆.
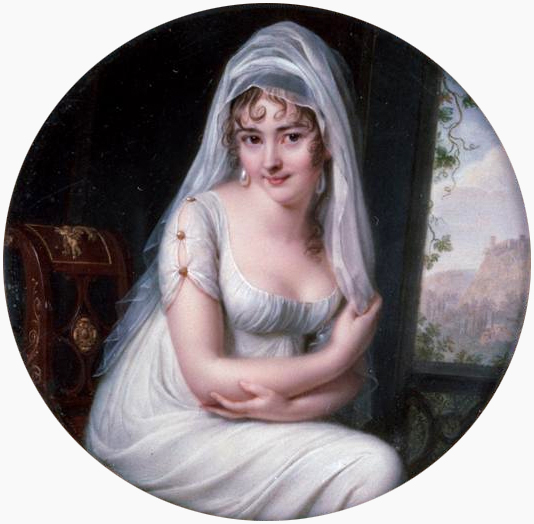
Portrait by Jean-Baptiste Augustin (1801)
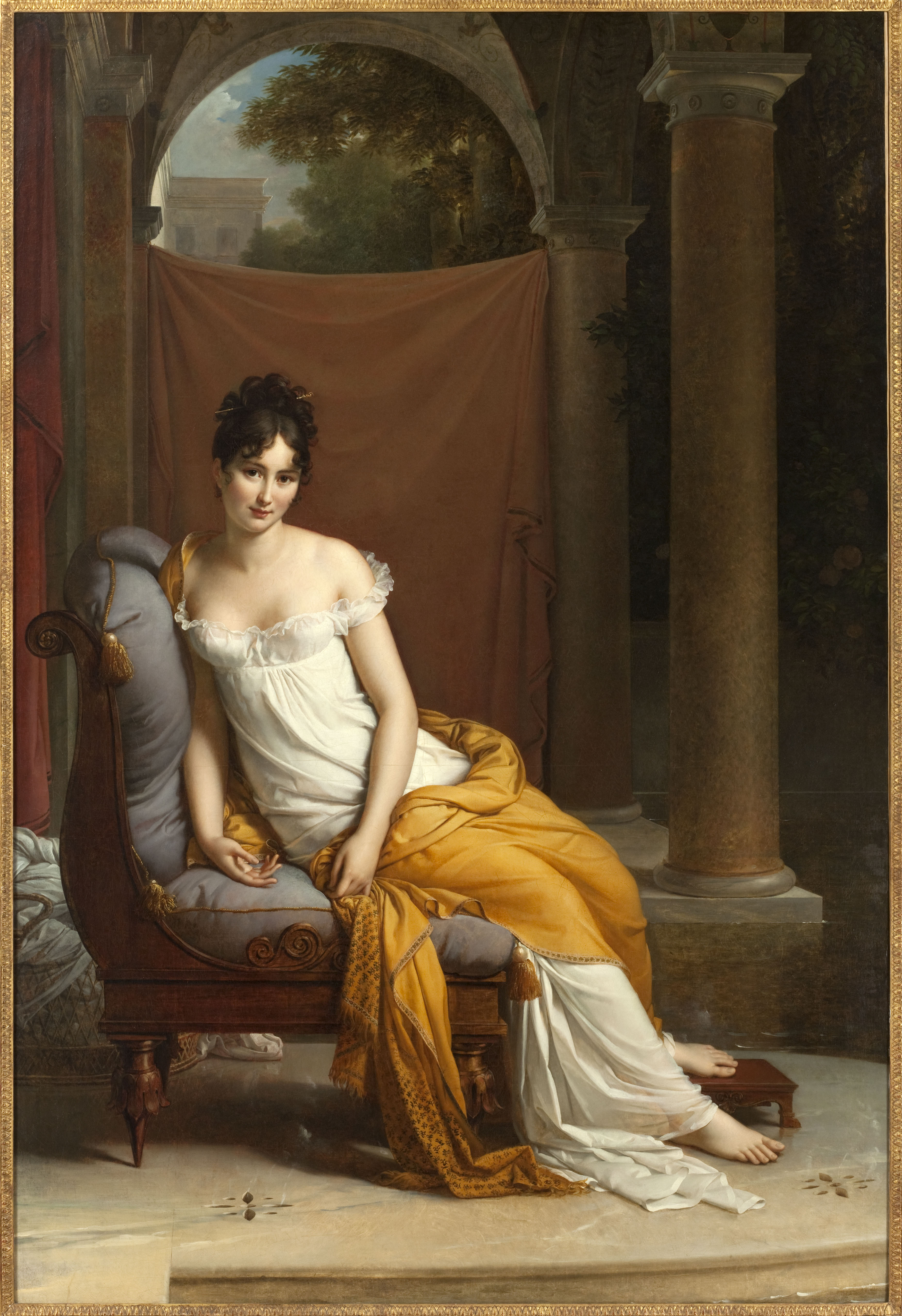
《朱丽叶·雷卡米耶像》，弗朗索瓦·热拉尔绘, 1802
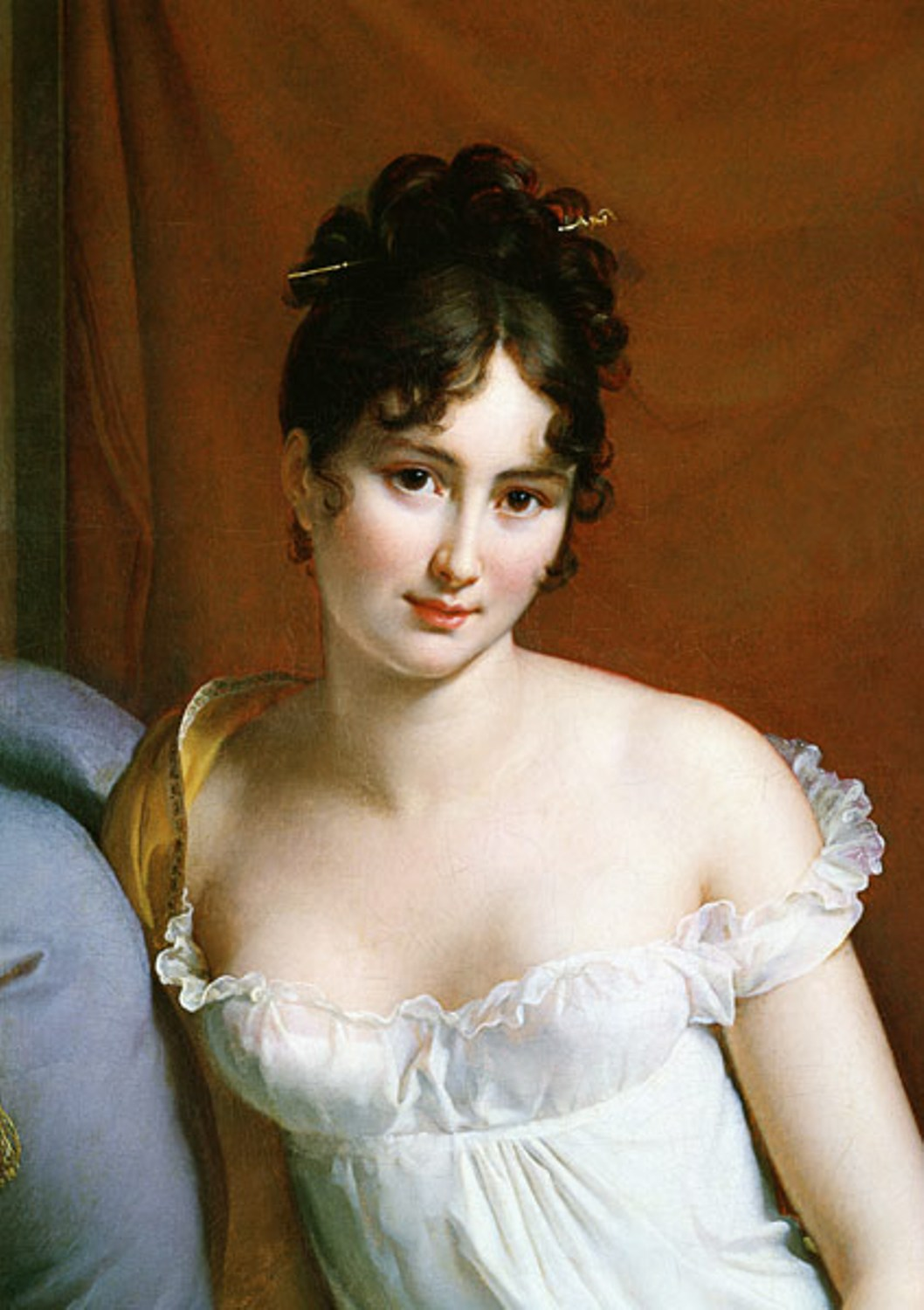
《朱丽叶·雷卡米耶像》细部，弗朗索瓦·热拉尔绘 (1805), 巴黎卡納瓦萊博物館.
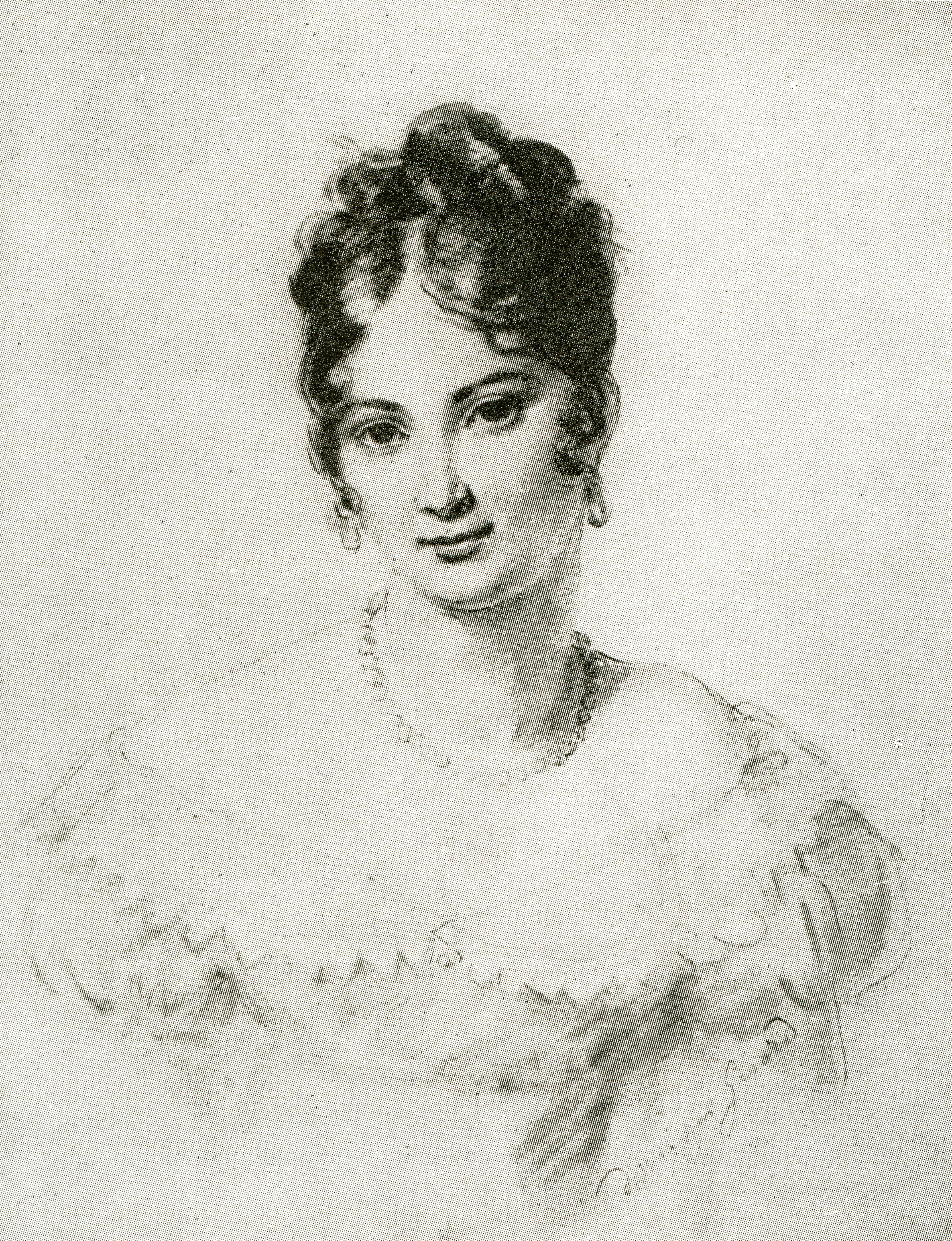
雷卡米耶夫人像，弗朗索瓦·热拉尔 (1805)
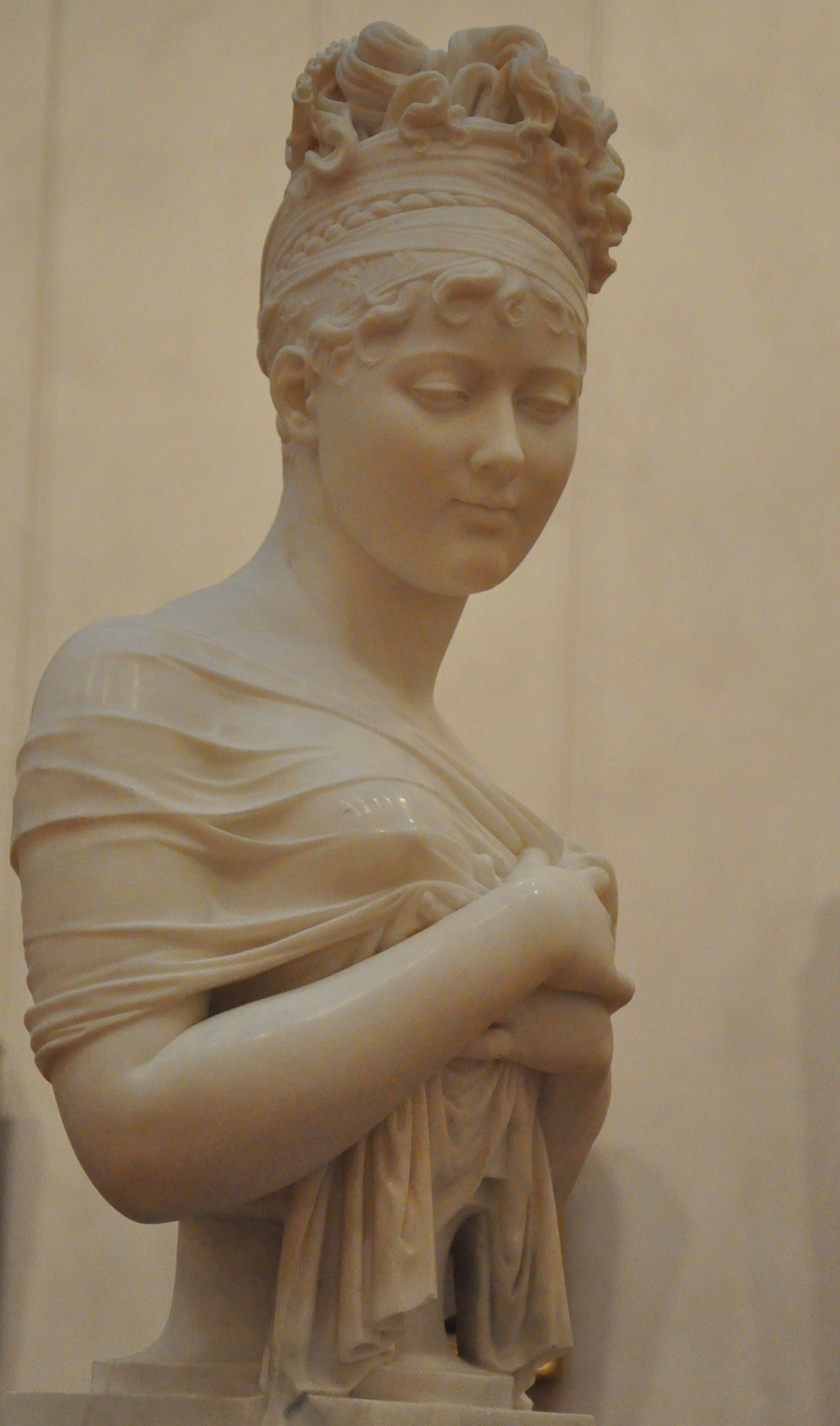
Bust by Joseph Chinard, 1803
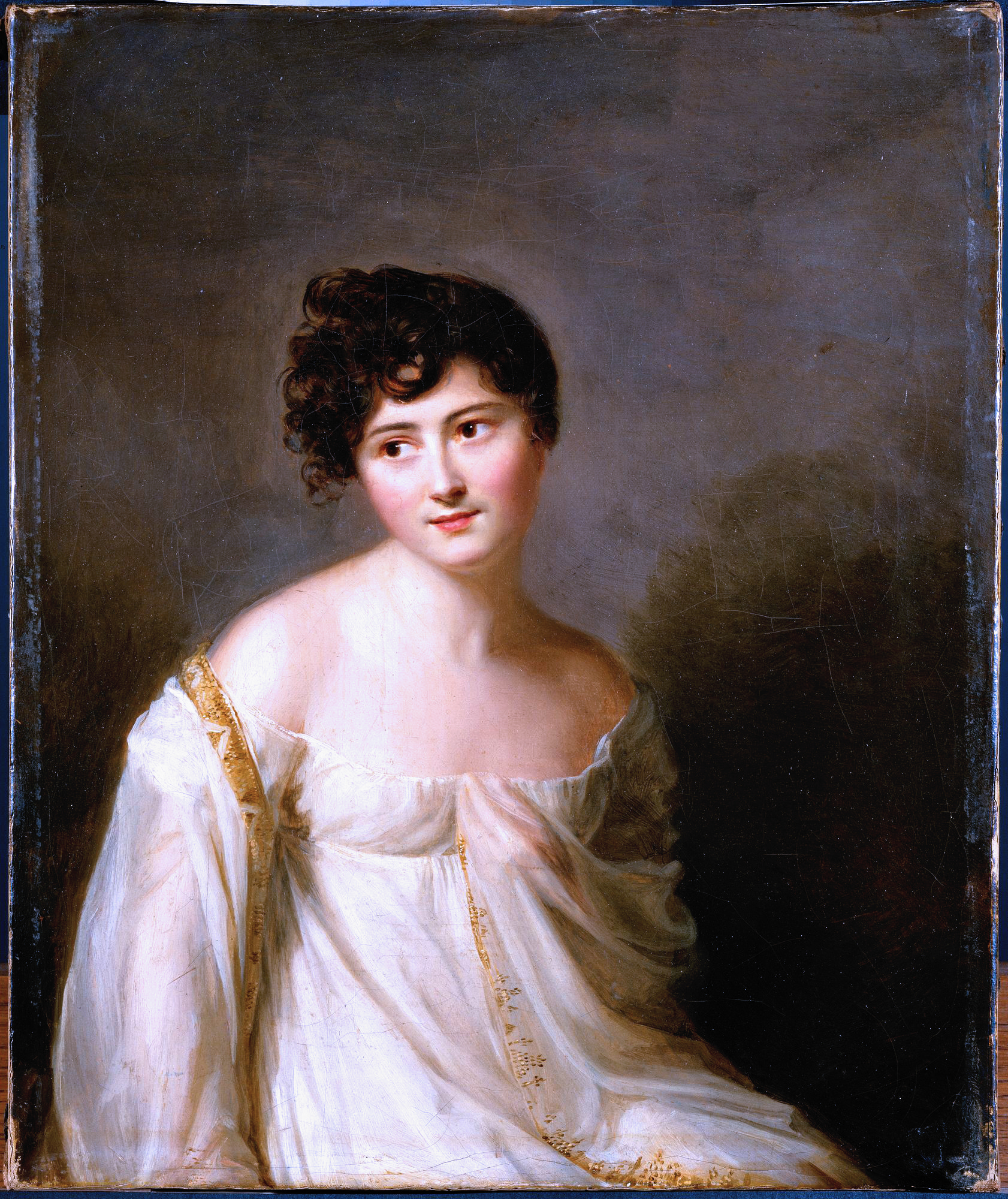
Canvas by Firmin Massot (1807)
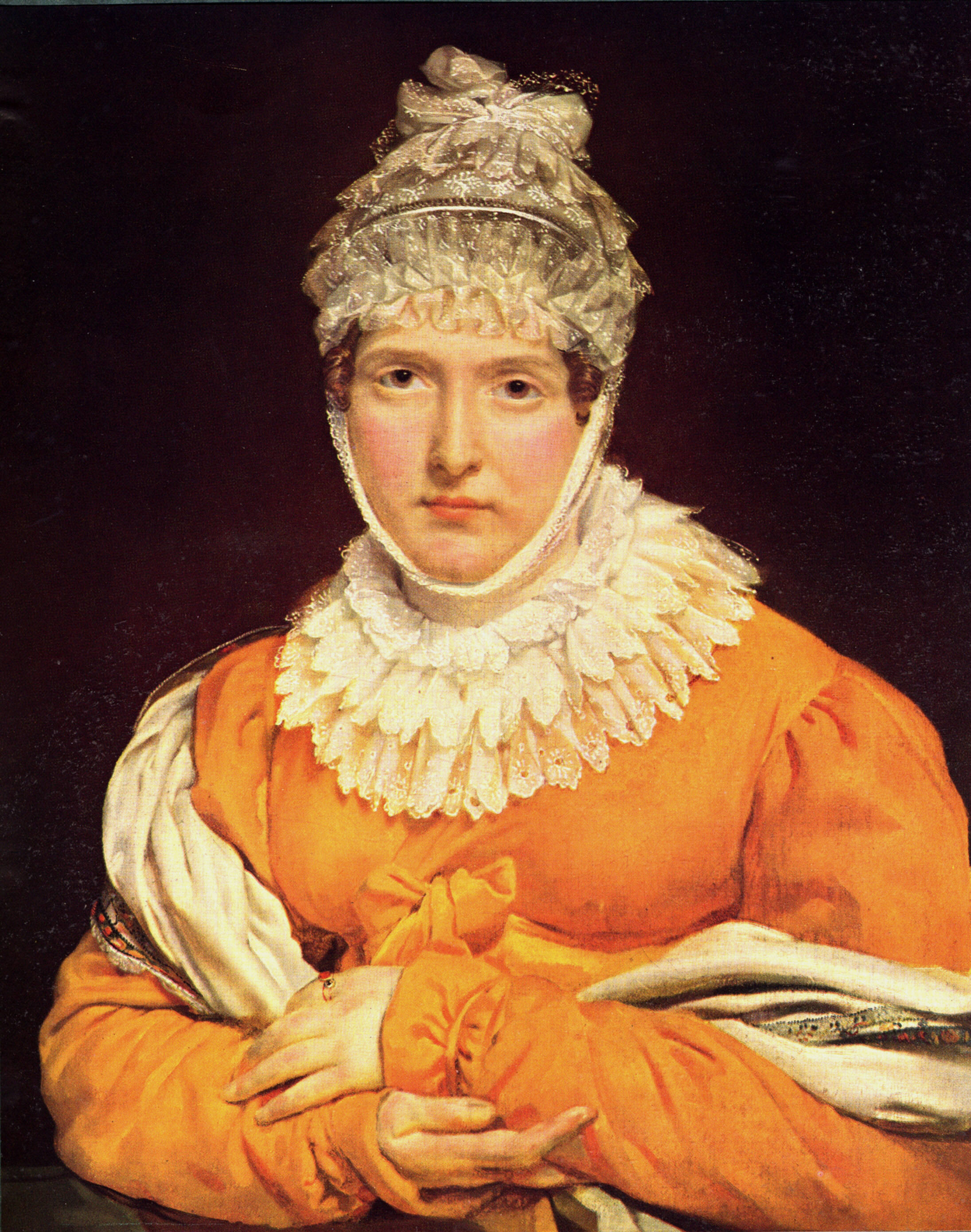
雷卡米耶夫人像，安托万-让·格罗 (1825)
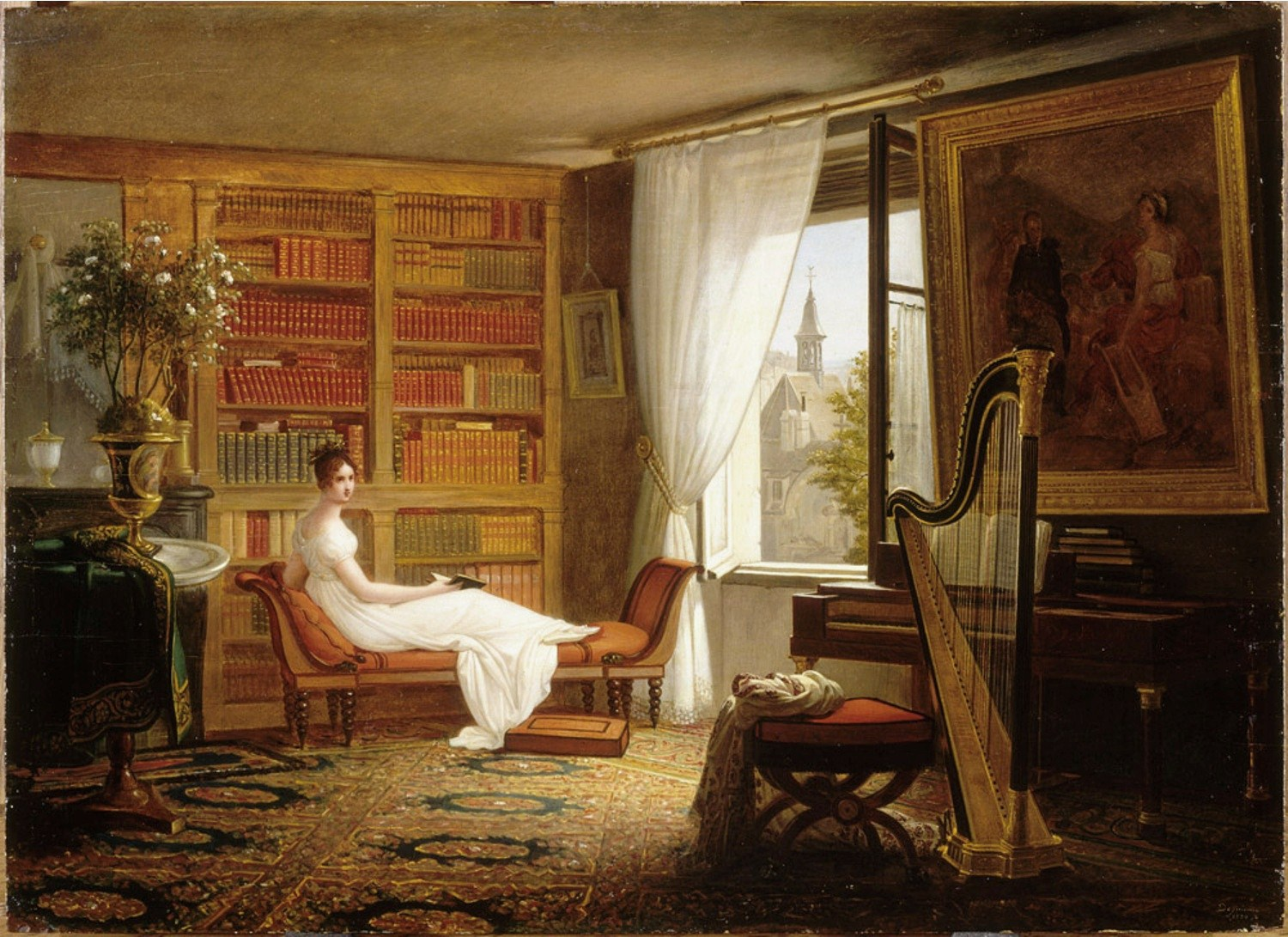
雷卡米耶夫人像，François-Louis Dejuinne (1827)
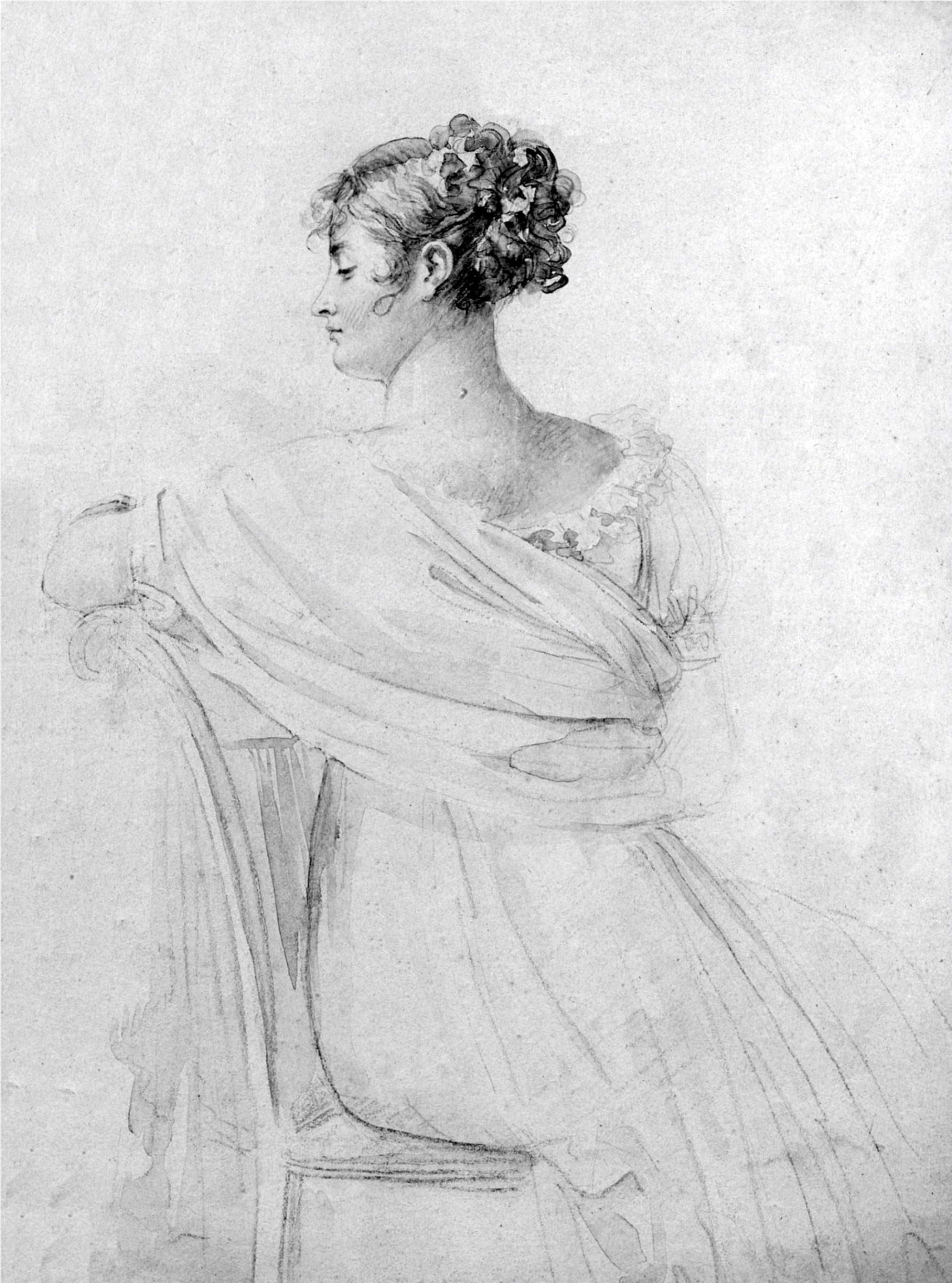
Crayon noir by 弗朗索瓦·热拉尔 (1829)